# Osterhorn (bergstopp)
Osterhorn är en bergstopp i Österrike.   Den ligger i distriktet Hallein och förbundslandet Salzburg, i den centrala delen av landet, 230 km väster om huvudstaden Wien. Toppen på Osterhorn är 1 746 meter över havet, eller 78 meter över den omgivande terrängen. Bredden vid basen är 0,47 km.
Terrängen runt Osterhorn är kuperad åt nordost, men åt sydväst är den bergig. Närmaste större samhälle är Hallein, 19,7 km väster om Osterhorn. 
I omgivningarna runt Osterhorn växer i huvudsak blandskog. Runt Osterhorn är det ganska tätbefolkat, med 108 invånare per kvadratkilometer.